# بحيرة كوانابويت
بحيرة كوانابويت في ويكفيلد في ولاية ماساتشوستس، في الولايات المتحدة الأمريكية. وهي إحدى البحيرات الكبيرة في المنطقة. تم تسميتها باسم كوانوبوهيت، على الرجل الأمريكي الذي ينتمي الى قبيلة ناومكيج من السكان الأصليين, الذي وقع على عقد للبلدة التي ستصبح ويكفيلد في عام 1686. تقع البحيرة قبالة طريق 128 في مقاطعة ميدلسكس. وفي عام 1991 تأسست جمعية أصدقاء بحيرة كوانابويت (FOLQ)، وهي منظمة غير ربحية تهدف إلى حماية البحيرة وزيادة الوعي العام بها، فضلاً عن المناطق العامة القريبة منها'.'